# Jason Gore
Jason Gore (* 17. Mai 1974 in Van Nuys, Kalifornien) ist ein US-amerikanischer Profigolfer der PGA TOUR.

## Werdegang
Er besuchte die Pepperdine University, und nachdem Gore 1997 im US-amerikanischen Walker-Cup-Team gespielt hat, wurde er noch im selben Jahr Berufsgolfer.
Er wandte sich der zweitgereihten Nationwide Tour zu, wo Gore im Jahr 2000 sein erstes Turnier gewinnen konnte. Zwei weitere Erfolge kamen 2002 hinzu, und in der ersten Saisonhälfte 2005 gelangen ihm drei Turniersiege. Dadurch war Gore sofort für die große PGA TOUR spielberechtigt und gewann kurz danach seinen ersten Titel bei der 84 LUMBER Classic.
Er ist mit seiner Frau Megan verheiratet und hat einen Sohn namens Jaxson. Die Familie hat ihren Wohnsitz im kalifornischen Valencia.

## PGA Tour-Siege
- 2005 (1) 84 LUMBER Classic

## Nationwide Tour-Siege
- 2000 (1) BUY.COM New Mexico Classic
- 2002 (2) Albertsons Boise Open, Oregon Classic
- 2005 (3) Scholarship America Showdown, Cox Classic, National Mining Association Pete Dye Classic
- 2010 (1) Miccosukee Championship

## Andere Turniersiege
- 1997 (1) California State Open (als Amateur)
- 2004 (1) California State Open
- 2008 (1) Straight Down Fall Classic (mit Kevin Marsh)